# زماندوار
زماندوار هي منطقة تاريخية في أفغانستان. وهو وادي كبير جدًّا وخصب، والمصدر الرئيس للري هو نهر هلمند. تقع منطقة زماندوار في المنطقة الكبرى من شمال هلمند وتشمل المنطقة التقريبية لمقاطعات باغران [الإنجليزية] وموسى قلعة [الإنجليزية] وناوزاد [الإنجليزية] وكاجاكي [الإنجليزية] وسانجين [الإنجليزية] الحديثة. كانت منطقة مليئة بالتلال والوديان الواسعة المأهولة بالسكان والخصبة والتي ترويها روافد هامة لنهر هلمند. كانت المدينة الرئيسة هي موسى قلعة، التي تقع على ضفاف نهر يحمل نفس الاسم، على بعد حوالي 60 كم شمال مدينة جريشك [الإنجليزية].

## معبد زون
في عام 643 م، جمع الزنبيون غير المسلمين جيشًا كبيرًا وحاولوا غزو بلاد فارس، التي كانت قد دخلت الإسلام للتو، ولكن المسلمين هزموهم. وبعد نحو عشر سنوات، في عام 653-654 م، تمكن عبد الرحمن بن سمرة برفقة 6000 مسلم عربي من اختراق أراضي زنبيل وشقوا طريقهم إلى ضريح زنبيل في زماندوار، الذي كان يُعتقد أنه يقع على بعد حوالي ثلاثة أميال جنوب موسى قلعة في ولاية هلمند الحالية في أفغانستان. "كسر قائد الجيش العربي يد الصنم وخلع الياقوت الذي كان عينيه لإقناع مرزبان سيستان بعدم قيمة الإله."
حكمت قبيلة كابول شاهي شمال إقليم زنبيل، الذي كان يشمل كابلستان [الإنجليزية] وغاندارا. وصل العرب إلى كابول برسالة الإسلام، ولكنهم لم يتمكنوا من الحكم لفترة طويلة. قرر أهل كابول بناء سور ضخم حول المدينة لمنع المزيد من الغزوات العربية، ولا يزال هذا السور ظاهرًا حتى يومنا هذا.
كتب ويليم فوجلسانج [الإنجليزية] في كتابه الصادر عام 2002: "خلال القرنين الثامن والتاسع الميلاديين، كانت الأجزاء الشرقية من أفغانستان الحديثة لا تزال تحت سيطرة حكام غير مسلمين. مال المسلمون إلى اعتبارهم هنودًا، مع أن العديد من الحكام المحليين كانوا على ما يبدو من أصل هوني أو تركي. ومع ذلك، كان المسلمون على حق فيما يتعلق بالسكان غير المسلمين في شرق أفغانستان، المرتبطين ثقافيًا بشبه القارة الهندية. وكان معظمهم إما هندوسًا أو بوذيين." في عام 870 ميلاديًا، غزا الفُرس الصفاريون من زارانج معظم أفغانستان، وأقاموا حكامًا مسلمين في جميع أنحاء البلاد. ويقال إن المسلمين وغير المسلمين كانوا يعيشون جنبًا إلى جنب قبل وصول الغزنويين في القرن العاشر.
في كابول قلعةٌ شامخة، لا يمكن الوصول إليها إلا عبر طريق واحد. فيها مسلمون، وفيها مدينةٌ فيها غير مسلمين من الهند.— الإصطخري، 921 م

## طالع أيضًا
- زابلستان
- الزونبيلون [الإنجليزية]